# 동대신역
동대신역(Dongdaesin station, 東大新驛)은 대한민국 부산광역시 서구 동대신동과 서대신동에 걸쳐 있는 부산 도시철도 1호선의 전철역이다.

## 역사
- 1990년 2월 28일 : 부산 도시철도 1호선 토성동역~서대신동역 구간 개통과 함께 동대신동역(東大新洞驛)으로 영업 개시
- 2010년 2월 25일 : 동대신역(東大新驛)으로 역명 변경

## 특징
근처에 부산터널이 있다. 이 역과 서대신역 사이는 급커브 및 주택가가 밀집해 있는 지역이라서 열차의 속도가 느리다. 이 역에서 동아대학교병원까지 가는 서구5번 순환 마을버스가 운행되고 있다. 이 역의 2번 출구로 나가서 환승하면 된다.

## 역 구조
02면 02선의 상대식 승강장을 갖춘 지하역이며, 스크린도어가 설치되어 있다. 출구는 08개다. 01·03·05·07번 출구는 동대신동에 있고, 02·04·06·08번 출구는 서대신동에 있다.

### 승강장
| 서대신 ↑ |
| \| 상    |
| ↓ 토성   |

| 상행 | ● 부산 도시철도 1호선 | 다대포해수욕장 방면   |
| 하행 | ● 부산 도시철도 1호선 | 부산역·서면·노포 방면 |

## 역 주변
- 구덕운동장 (프로축구 K리그2 부산 아이파크 홈구장), (실업축구 K3리그 부산교통공사 홈구장)
- 경남고등학교
- 서대신동우체국
- 부산서여자고등학교
- 삼익APT(1동~3동·5동~13동)
- 서대신동시장
- 대신여자중학교
- 동아대학교병원
- 화랑초등학교
- 부산터널
- 부민초등학교
- 서구보건소

## 승차량 변동
| 역 노선 | 승차 인원 | 승차 인원 | 승차 인원 | 승차 인원 | 승차 인원 | 승차 인원 | 승차 인원 | 승차 인원 | 승차 인원 | 승차 인원 | 승차 인원 | 승차 인원 | 승차 인원 | 승차 인원 | 주석  |
| 역 노선 | 2002년    | 2003년    | 2004년    | 2005년    | 2006년    | 2007년    | 2008년    | 2009년    | 2010년    | 2011년    | 2012년    | 2013년    | 2014년    | 2015년    | 주석  |
| ------- | --------- | --------- | --------- | --------- | --------- | --------- | --------- | --------- | --------- | --------- | --------- | --------- | --------- | --------- | ----- |
| 1호선   | 8642      | 7981      | 7601      | 7141      | 6504      | 5909      | 6022      | 5934      | 6041      | 6303      | 6209      | 6350      | 6367      | 6273      | [ 3 ] |

## 인접한 역
| 부산 도시철도 1호선            | 부산 도시철도 1호선   | 부산 도시철도 1호선 |
| ------------------------------ | --------------------- | ------------------- |
| 113 서대신 다대포해수욕장 방면 | ● 부산 도시철도 1호선 | 115 토성 노포 방면  |